# Гарбуз, Александр Русланович
Алекса́ндр Русла́нович Гарбу́з (укр. Олександр Русланович Гарбуз, позывной — Малой; 2 июля 2002, Губиниха — март 2022, Гусаровка) — украинский военнослужащий, солдат, участник российско-украинской войны. Герой Украины (13 апреля 2022, посмертно).

## Биография
Родился 2 июля 2002 года в посёлке Губиниха Новомосковского района Днепропетровщины. В 2017 году окончил 9 классов Губинисской общеобразовательной школы № 2, 2020-го — Перещепинский профессиональный лицей по специальности «Рабочий фермерского хозяйства».
20 ноября 2021 года заключил контракт о прохождении военной службы и стал солдатом 93-й отдельной механизированной бригады «Холодный Яр». Прошел курс подготовки в учебном центре, вступил в должность оператора противотанкового ракетного комплекса противотанкового взвода механизированного батальона.
Во время российского вторжения в Украину в 2022 году являлся оператором ПТРК.
В ночь на 16 марта 2022 года на Харьковщине во время разведывательной операции попал в плен. 24 марта, после освобождения села Гусаровки Изюмского района, украинские военные обнаружили тело Александра Гарбуза.

## Награды
- Звание «Герой Украины» с удостоением ордена «Золотая Звезда» (13 апреля 2022, посмертно) — за личное мужество и героизм, проявленные в защите государственного суверенитета и территориальной целостности Украины, верность военной присяге[1].